# Gnecco
Gnecco es un pequeño paraje rural del partido de Pehuajó, Provincia de Buenos Aires, Argentina.

## Ubicación
Se ubica al norte de la ciudad de Pehuajó, distante 30 km, a través de la Ruta Nacional 226. 

## Población
Durante los censos nacionales del INDEC de 2001 y 2010 fue considerada como población rural dispersa.

## Historia
La localidad se crea a partir de la llegada del Ferrocarril Provincial de Buenos Aires en 1914. El cierre del ramal en 1960 obligó a un gran éxodo de sus habitantes hacia ciudades más grandes.